# San Diego (paroisse civile)
Pour les articles homonymes, voir San Diego (homonymie).
San Diego est l'unique paroisse civile de la municipalité de San Diego dans l'État de Carabobo au Venezuela. Sa capitale est San Diego. Elle fait partie de l'agglomération de Valencia.

## Géographie

### Démographie
La paroisse civile, outre sa capitale San Diego, comporte les localités suivantes :
- El Morro
- La Cumaca
- La Esmeralda
- San Diego